# 25e cérémonie des Las Vegas Film Critics Society Awards
La 25e cérémonie des Las Vegas Film Critics Society Awards (LVFCS Awards ou Sierra Awards), décernés par la Las Vegas Film Critics Society, a récompensé les films réalisés dans l'année.

## Top 10 des films de l'année
1. Belfast
2. West Side Story
3. The Power of the Dog
4. Licorice Pizza
5. Coda
6. Tick, Tick... Boom!
7. La Méthode Williams (King Richard)
8. Dune
9. Spencer
10. Mass

## Palmarès

### Meilleur film de comédie
- Free Guy

### Meilleur film d'action
- The Suicide Squad

### Meilleur film d'horreur ou de science-fiction
- Sans un bruit 2 (A Quiet Place Part II)

### Meilleur jeune acteur
- Noah Jupe pour le rôle de Marcus Abbott dans Sans un bruit 2 (A Quiet Place Part II)

### Meilleure jeune actrice
- Millicent Simmonds pour le rôle de Regan Abbott dans Sans un bruit 2 (A Quiet Place Part II)
- Lia McHugh pour le rôle de Sprite dans Les Éternels (Eternals)

### Meilleurs effets visuels
- The Suicide Squad